# Automatska diferencijacija
U matematici i kompjuterskoj algebri, automatska diferencijacija (auto-diferencijacija, autodif ili AD), takođe nazvana algoritamska diferencijacija, računarska diferencijacija, je skup tehnika za procenu parcijalnog izvoda funkcije koju je odredio računarski program.
Automatsko diferenciranje koristi činjenicu da svaki računarski proračun, ma koliko bio komplikovan, izvršava niz elementarnih aritmetičkih operacija (sabiranje, oduzimanje, množenje, deljenje, itd.) i elementarnih funkcija (exp, log, sin, cos, itd.). Višekratnom primenom pravila lanca na ove operacije, delimični derivati proizvoljnog reda se mogu izračunati automatski, tačno sa radnom preciznošću i korišćenjem samo malog konstantnog faktora više aritmetičkih operacija originalnog programa.

## Literatura
- Rall, Louis B. (1981). Automatic Differentiation: Techniques and Applications. Lecture Notes in Computer Science. 120. Springer. ISBN 978-3-540-10861-0.
- Griewank, Andreas; Walther, Andrea (2008). Evaluating Derivatives: Principles and Techniques of Algorithmic Differentiation. Other Titles in Applied Mathematics. 105 (2nd изд.). SIAM. ISBN 978-0-89871-659-7. doi:10.1137/1.9780898717761.
- Neidinger, Richard (2010). „Introduction to Automatic Differentiation and MATLAB Object-Oriented Programming” (PDF). SIAM Review. 52 (3): 545—563. CiteSeerX 10.1.1.362.6580 . S2CID 17134969. doi:10.1137/080743627. Приступљено 2013-03-15.
- Naumann, Uwe (2012). The Art of Differentiating Computer Programs. Software-Environments-tools. SIAM. ISBN 978-1-611972-06-1.
- Henrard, Marc (2017). Algorithmic Differentiation in Finance Explained. Financial Engineering Explained. Palgrave Macmillan. ISBN 978-3-319-53978-2.

## Spoljašnje veze
- www.autodiff.org, An "entry site to everything you want to know about automatic differentiation"
- Automatic Differentiation of Parallel OpenMP Programs
- Automatic Differentiation, C++ Templates and Photogrammetry
- Automatic Differentiation, Operator Overloading Approach
- Compute analytic derivatives of any Fortran77, Fortran95, or C program through a web-based interface Automatic Differentiation of Fortran programs
- Description and example code for forward Automatic Differentiation in Scala Архивирано 2016-08-03 на сајту
- finmath-lib stochastic automatic differentiation, Automatic differentiation for random variables (Java implementation of the stochastic automatic differentiation).
- Adjoint Algorithmic Differentiation: Calibration and Implicit Function Theorem
- C++ Template-based automatic differentiation article and implementation
- Tangent Source-to-Source Debuggable Derivatives
- Exact First- and Second-Order Greeks by Algorithmic Differentiation
- Adjoint Algorithmic Differentiation of a GPU Accelerated Application Архивирано на веб-сајту  (14. новембар 2017)
- Adjoint Methods in Computational Finance Software Tool Support for Algorithmic Differentiationop[мртва веза]
- More than a Thousand Fold Speed Up for xVA Pricing Calculations with Intel Xeon Scalable Processors